# 大久保哲哉
大久保 哲哉（おおくぼ てつや、1980年3月9日 - ）は、日本のサッカーの指導者。サッカー選手。ポジションはフォワード（FW）。

## 来歴
小学生より学区のクラブでサッカーを始め、中学・高校・大学と学校の部活一筋でプレー。また、短い期間ながらも、ジャニーズ事務所に在籍していた。大学の時にはジュニアリーグの得点王等も獲得。
2002年に横浜FCの練習生となり、トヨタカップで来日したオリンピアとの練習試合でゴールを決めるなど活躍し、翌年に横浜FCとプロ契約を結ぶ。同クラブには2年在籍し、2005年からJFLの佐川急便東京に移籍すると、その能力が完全開花。2006年にはJFL得点王とベストイレブンを獲得。
この成績が認められ、2007年に柏レイソルに移籍しJ1リーグ戦初出場を果たす。
2008年からはアビスパ福岡へ期限付き移籍し、2009年から完全移籍となったが、2010年に戦力外通告を受けた。
2011年はモンテディオ山形に完全移籍したが、同年限りで戦力外通告を受けた。
2012年より横浜FCへ完全移籍。8年ぶりの復帰となった。
2014年に1年間栃木SCへ期限付き移籍し、横浜FCに復帰。
2015年シーズン、第17節FC岐阜戦で自身初、そして日本人最年長（35歳3ヶ月、当時）でのハットトリックを達成した。最終的にシーズンリーグ戦全42試合に出場し、チーム最多となる7得点を挙げた。
2017年3月25日、第5節の徳島ヴォルティス戦で史上9人目となるJ2通算350試合を達成した。2017年シーズン終了後に横浜FCから契約満了になり退団。
同年12月にはJリーグ合同トライアウトに出場した。
2018年、ザスパクサツ群馬へ完全移籍。シーズン終了後、契約満了により退団。同年12月12日、フクダ電子アリーナで行われたJリーグ合同トライアウトに出場した。
2019年3月6日、三浦学苑とテクニカルアドバイザーとして契約しサッカー部の育成・指導に携わる。
2019年3月15日、FIFTY CLUBへ加入すると発表された。
2019年シーズン、18試合18得点で神奈川県社会人サッカーリーグ1部得点王。2020年シーズンは8試合9得点で2年連続得点王。2021年シーズンは8得点で得点ランク2位。2022年シーズンも6得点で得点ランク2位と結果を残した。なお、所属している間にチームは3回、関東2部昇格を目指す関東社会人サッカー大会に出場している が、いずれも敗退して昇格は果たせていない。
2019年11月23日、A級ライセンス取得。
2020年より一般財団法人「シティーサポートよこすか」のアドバイザーに就任し、地元の中高生の授業や部活で講義や指導を行う活動を始める。

## 人物・エピソード
- 190cmの長身とそれを生かした大胆なプレースタイル、それと大久保という名字から、周囲からは「ジャンボ」の愛称で親しまれる。
- スマートフォンを所持しておらず、横浜FCの選手間LINEのグループに1人だけ加入していない[12]。

## 所属クラブ
ユース経歴
- 1993年 - 1995年 横須賀市立田浦中学校
- 1996年 - 1998年 横須賀市立横須賀高等学校 (2年後輩に石川直宏がいるが、石川は横浜F・マリノスユース育ち)
- 1999年 - 2002年 駒澤大学

プロ経歴
- 2003年 - 2004年 横浜FC
- 2005年 - 2006年 佐川急便東京SC
- 2007年 - 2008年 柏レイソル
  - 2008年 アビスパ福岡 (期限付き移籍)
- 2009年 - 2010年 アビスパ福岡
- 2011年 モンテディオ山形
- 2012年 - 2017年 横浜FC
  - 2014年 栃木SC (期限付き移籍)
- 2018年 ザスパクサツ群馬
- 2019年 - FIFTY CLUB

## 個人成績
| 国内大会個人成績 | 国内大会個人成績 | 国内大会個人成績 | 国内大会個人成績 | 国内大会個人成績 | 国内大会個人成績 | 国内大会個人成績 | 国内大会個人成績 | 国内大会個人成績 | 国内大会個人成績 | 国内大会個人成績 | 国内大会個人成績 |
| 年度             | クラブ           | 背番号           | リーグ           | リーグ戦         | リーグ戦         | リーグ杯         | リーグ杯         | オープン杯       | オープン杯       | 期間通算         | 期間通算         |
| 年度             | クラブ           | 背番号           | リーグ           | 出場             | 得点             | 出場             | 得点             | 出場             | 得点             | 出場             | 得点             |
| 日本             | 日本             | 日本             | 日本             | リーグ戦         | リーグ戦         | リーグ杯         | リーグ杯         | 天皇杯           | 天皇杯           | 期間通算         | 期間通算         |
| ---------------- | ---------------- | ---------------- | ---------------- | ---------------- | ---------------- | ---------------- | ---------------- | ---------------- | ---------------- | ---------------- | ---------------- |
| 2003             | 横浜FC           | 20               | J2               | 20               | 3                | -                | -                | 1                | 0                | 21               | 3                |
| 2004             | 横浜FC           | 20               | J2               | 17               | 1                | -                | -                | 0                | 0                | 17               | 1                |
| 2005             | 佐川東京         | 28               | JFL              | 23               | 9                | -                | -                | 3                | 3                | 26               | 12               |
| 2006             | 佐川東京         | 9                | JFL              | 32               | 26               | -                | -                | -                | -                | 32               | 26               |
| 2007             | 柏               | 19               | J1               | 2                | 0                | 0                | 0                | 0                | 0                | 2                | 0                |
| 2008             | 福岡             | 19               | J2               | 41               | 14               | -                | -                | 1                | 0                | 42               | 14               |
| 2009             | 福岡             | 19               | J2               | 48               | 16               | -                | -                | 1                | 0                | 49               | 16               |
| 2010             | 福岡             | 19               | J2               | 36               | 9                | -                | -                | 4                | 1                | 40               | 10               |
| 2011             | 山形             | 18               | J1               | 20               | 4                | 1                | 0                | 1                | 0                | 22               | 4                |
| 2012             | 横浜FC           | 39               | J2               | 42               | 12               | -                | -                | 2                | 0                | 44               | 12               |
| 2013             | 横浜FC           | 39               | J2               | 27               | 12               | -                | -                | 1                | 0                | 28               | 12               |
| 2014             | 栃木             | 39               | J2               | 36               | 9                | -                | -                | 1                | 0                | 37               | 9                |
| 2015             | 横浜FC           | 39               | J2               | 42               | 7                | -                | -                | 2                | 0                | 44               | 7                |
| 2016             | 横浜FC           | 39               | J2               | 39               | 6                | -                | -                | 3                | 1                | 42               | 7                |
| 2017             | 横浜FC           | 39               | J2               | 22               | 5                | -                | -                | 1                | 0                | 23               | 5                |
| 2018             | 群馬             | 39               | J3               | 20               | 1                | -                | -                | 2                | 0                | 22               | 1                |
| 2019             | FIFTY            | 39               | 神奈川県1部      | 18               | 18               | -                | -                | -                | -                | 18               | 18               |
| 2020             | FIFTY            | 39               | 神奈川県1部      | 8                | 9                | -                | -                | -                | -                | 8                | 9                |
| 2021             | FIFTY            | 39               | 神奈川県1部      |                  | 8                | -                | -                | -                | -                |                  | 8                |
| 2022             | FIFTY            | 39               | 神奈川県1部      |                  | 6                | -                | -                | -                | -                |                  | 6                |
| 2023             | FIFTY            | 39               | 神奈川県1部      |                  |                  | -                | -                | -                | -                |                  |                  |
| 通算             | 日本             | 日本             | J1               | 22               | 4                | 1                | 0                | 1                | 0                | 24               | 4                |
| 通算             | 日本             | 日本             | J2               | 370              | 94               | -                | -                | 17               | 2                | 387              | 96               |
| 通算             | 日本             | 日本             | J3               | 20               | 1                | -                | -                | 3                | 0                | 23               | 1                |
| 通算             | 日本             | 日本             | JFL              | 55               | 35               | -                | -                | 3                | 3                | 58               | 38               |
| 通算             | 日本             | 日本             | 神奈川県1部      | 26               | 28               | -                | -                | -                | -                | 26               | 28               |
| 総通算           | 総通算           | 総通算           | 総通算           | 493              | 161              | 1                | 0                | 24               | 5                | 518              | 166              |

その他の公式戦
- 2012年
  - J1昇格プレーオフ 1試合0得点
- 2019年
  - 第53回関東社会人サッカー大会 1試合0得点
  - 第39回県社会人サッカー選手権 4試合3得点

出場歴
- Jリーグ初出場 - 2003年3月22日 J2 第2節対大宮アルディージャ戦 (三ツ沢)
  - 78分早川知伸に代り途中出場
- Jリーグ初得点 - 2003年7月5日 J2 第22節対水戸ホーリーホック戦 (三ツ沢)
  - 56分山尾光則に代り途中出場し、79分右足のシュートからの得点

## 個人タイトル
得点王
- 第8回日本フットボールリーグ：1回（2006年）
- 神奈川県社会人サッカーリーグ1部：2回（2019年、2020年）